# Challenge Tour 9 2020 (snooker)
Il Challenge Tour 9 è il nono evento Challenge Tour della stagione 2019-2020 di snooker che si è disputato il 15 e il 16 febbraio 2020 a Llanelli in Galles.

## Montepremi
- Vincitore: £2.000
- Finalista: £1.000
- Semifinalisti: £700
- Quarti di finale: £500
- Ottavi di finale: £200
- Sedicesimi di finale: £125

## Fase a eliminazione diretta
| Quarantesimi di finale | Sedicesimi di finale   | Ottavi di finale       | Quarti di finale       | Semifinali             | Finale                 |
| ---------------------- | ---------------------- | ---------------------- | ---------------------- | ---------------------- | ---------------------- |
| Al meglio dei 5 frames | Al meglio dei 5 frames | Al meglio dei 5 frames | Al meglio dei 5 frames | Al meglio dei 5 frames | Al meglio dei 5 frames |

### Quarantesimi di finale
| Giocatore            | Giocatore         | Risultato       |
| -------------------- | ----------------- | --------------- |
| Oliver Brown         | Luke Pinches      | 3 - 0           |
| Alex Taubman         | Sean O'Sullivan   | 3 - 1           |
| Jake Nicholson       | Lee Stephens      | 3 - 2           |
| Sydney Wilson        | Sean Maddocks     | 3 - 1           |
| Luke Simmonds        | Simon Blackwell   | 3 - 0 (Forfait) |
| Cristopher Keogan    | Lewis Gillen      | 3 - 0           |
| Tyler Rees           | Adam Duffy        | 3 - 2           |
| Matthew Glasby       | Saqib Nasir       | 3 - 0 (Forfait) |
| Dean Young           | Kayden Brierley   | 3 - 0           |
| Jamie Curtis-Barrett | Fergal Quinn      | 3 - 0           |
| Andreas Ploner       | Ross Muir         | 3 - 0           |
| Michael Collumb      | Keishin Kamihashi | 3 - 2           |
| Callum Lloyd         | Simon Bedford     | 2 - 3           |
| Dylan Emery          | Steven Hallworth  | 2 - 3           |
| Paul Davison         | Zak Surety        | 3 - 0           |
| Peter Devlin         | Danny Brindle     | 3 - 2           |
| Kuldesh Johal        | Sanderson Lam     | 3 - 2           |
| Lukas Kleckers       | Ben Hancorn       | 1 - 3           |
| George Pragnell      | Leo Fernandez     | 1 - 3           |
| Garry Coulson        | David Finbow      | 1 - 3           |

### Sedicesimi di finale
| Giocatore        | Giocatore            | Risultato |
| ---------------- | -------------------- | --------- |
| Robbie McGuigan  | Oliver Brown         | 3 - 2     |
| Stuart Watson    | Alex Taubman         | 3 - 1     |
| Jake Nicholson   | Sydney Wilson        | 1 - 3     |
| Rory McLeod      | Luke Simmonds        | 3 - 0     |
| Daniel Womersley | Cristopher Keogan    | 3 - 0     |
| Patrick Whelan   | Tyler Rees           | 0 - 3     |
| Matthew Glasby   | Dean Young           | 0 - 3     |
| Ryan Davies      | Jamie Curtis-Barrett | 0 - 3     |
| Andreas Ploner   | Michael Collumb      | 2 - 3     |
| Ashley Hugill    | Simon Bedford        | 3 - 0     |
| Andrew Pagett    | Steven Hallworth     | 0 - 3     |
| Iulian Boiko     | Paul Davison         | 0 - 3     |
| Ben Mertens      | Peter Devlin         | 3 - 0     |
| Kuldesh Johal    | Ben Hancorn          | 3 - 1     |
| Liam Davies      | Leo Fernandez        | 0 - 3     |
| Ka Wai Cheung    | David Finbow         | 3 - 2     |

### Ottavi di finale
| Giocatore        | Giocatore            | Risultato |
| ---------------- | -------------------- | --------- |
| Robbie McGuigan  | Stuart Watson        | 3 - 1     |
| Sydney Wilson    | Rory McLeod          | 3 - 1     |
| Daniel Womersley | Tyler Rees           | 1 - 3     |
| Dean Young       | Jamie Curtis-Barrett | 2 - 3     |
| Michael Collumb  | Ashley Hugill        | 2 - 3     |
| Steven Hallworth | Paul Davison         | 2 - 3     |
| Ben Mertens      | Kuldesh Johal        | 3 - 1     |
| Leo Fernandez    | Ka Wai Cheung        | 3 - 1     |

### Quarti di finale
| Giocatore       | Giocatore            | Risultato |
| --------------- | -------------------- | --------- |
| Robbie McGuigan | Sydney Wilson        | 0 - 3     |
| Tyler Rees      | Jamie Curtis-Barrett | 3 - 1     |
| Ashley Hugill   | Paul Davison         | 3 - 2     |
| Ben Mertens     | Leo Fernandez        | 1 - 3     |

### Semifinali
| Giocatore     | Giocatore     | Risultato |
| ------------- | ------------- | --------- |
| Sydney Wilson | Tyler Rees    | 3 - 2     |
| Ashley Hugill | Leo Fernandez | 3 - 2     |

### Finale
| Giocatore     | Giocatore     | Risultato |
| ------------- | ------------- | --------- |
| Ashley Hugill | Sydney Wilson | 3 - 1     |